# Coelorinchus matamua
Coelorinchus matamua är en fiskart som först beskrevs av Mccann och Mcknight, 1980.  Coelorinchus matamua ingår i släktet Coelorinchus och familjen skolästfiskar. Inga underarter finns listade i Catalogue of Life.